# Клајн Цехер
Клајн Цехер (њем. Klein Zecher) општина је у њемачкој савезној држави Шлезвиг-Холштајн. Једно је од 131 општинског средишта округа Херцогтум Лауенбург. Према процјени из 2010. у општини је живјело 253 становника. Посједује регионалну шифру (AGS) 1053066.

## Географски и демографски подаци
Клајн Цехер се налази у савезној држави Шлезвиг-Холштајн у округу Херцогтум Лауенбург. Општина се налази на надморској висини од 43 метра. Површина општине износи 9,1 km². У самом мјесту је, према процјени из 2010. године, живјело 253 становника. Просјечна густина становништва износи 28 становника/km².